# Distretto di Renacimiento
Il distretto di Renacimiento è un distretto di Panama nella provincia di Chiriquí con 20.524 abitanti al censimento 2010

## Geografia antropica

### Suddivisioni amministrative
Il distretto è suddiviso in otto comuni (corregimientos):
- Breñón
- Cañas Gordas
- Dominical
- Monte Lirio
- Plaza de Caisán
- Río Sereno
- Santa Cruz
- Santa Clara